# Bank Respublika Arena
Bank Respublika Arena – wielofunkcyjny stadion sportowy w Masazır, w rejonie Apszeron w Azerbejdżanie, na którym swoje mecze rozgrywa miejscowa drużyna Sabah Baku. Trybuny stadionu mają pojemność 13 000 osób.
Został otwarty 3 października 2014 i początkowo nazywał się Əlincə Arena.